# Південний експрес (поїзд)
Південний експрес — колишній пасажирський регіональний поїзд № 686/685 Одеської залізниці сполученням Одеса — Ізмаїл.
Протяжність маршруту складала — 283 км.
На даний поїзд була можливість придбати електронний квиток.

## Історія
До 1991 року поїзд курсував за маршрутом Одеса — Рені.
З 1991 року поїзду змінено маршрут руху і курсував у сполученні Одеса — Ізмаїл.
Пасажири на кінцевій станції Одеса-Головна мали можливість зробити пересадку на інший поїзд, яка була дуже зручною, оскільки пасажири не мали приміського сполучення від Ізмаїла до Білгорода-Дністровського.
2 листопада 2012 року поїзд почав курсувати лише по п'ятницях та неділях.
З 18 липня 2015 року поїзд курсував 4 рази на тиждень, замість двох.
24 червня 2014 року «Укрзалізниця» призначила вагон безпересадкового сполучення № 687/686 сполученням Одеса — Соборне.
З 10 грудня 2017 року 
поїзд був скасований через нерентабельність і збитковість. Альтернативою у сполученні з півднем Одеської області став поїзд № 146/145 «Дунай», який курсує з Ізмаїла до Києва.
З 22 грудня 2017 по 4 червня 2018 року був призначений поїзд № 286/285 сполученням Ізмаїл — Білгород-Дністровський, що курсував через день.

## Інформація про курсування
Нічний пасажирський поїзд «Південний експрес» № 685/686 сполученням Одеса — Ізмаїл курсував цілий рік, щоденно.
На маршруті руху поїзд здійснював зупинки на 20 проміжних станціях. Тривалі зупинки були на станціях Білгород-Дністровський (зміна локомотива) та Арциз (маневри із вагоном безпересадкового сполучення до станції Березине)
| Розклад руху поїзда «Південний експрес» (до 10.12.2017) | Розклад руху поїзда «Південний експрес» (до 10.12.2017) | Розклад руху поїзда «Південний експрес» (до 10.12.2017) | Розклад руху поїзда «Південний експрес» (до 10.12.2017) | Розклад руху поїзда «Південний експрес» (до 10.12.2017) |
| Час прибуття                                            | Час відправлення                                        | Станція                                                 | Час прибуття                                            | Час відправлення                                        |
| ------------------------------------------------------- | ------------------------------------------------------- | ------------------------------------------------------- | ------------------------------------------------------- | ------------------------------------------------------- |
| 06:55                                                   | —                                                       | Одеса                                                   | —                                                       | 16:47                                                   |
| —                                                       | 00:20                                                   | Ізмаїл                                                  | 23:22                                                   | —                                                       |

Актуальний розклад руху було вказано у розділі «Розклад руху призначених поїздів» на офіційному вебсайті «Укрзалізниці».

## Склад поїзда
В обігу був один склад формування вагонного депо ПКВЧ-1 станції Одеса-Головна Одеської залізниці.
Поїзд № 685/686 «Південний експрес» складався з 11 вагонів різних класів комфортності:
- 3 плацкартних (№ 1—3);
- 1 купейний (№ 4);
- 7 сидячих(№ 5—11).

Нумерація вагонів була з Одеси від локомотиву, а Ізмаїла з хвоста поїзда.

## Вагон безпересадкового сполучення
З 24 червня 2014 року в складі поїзда курсував 2 рази на тиждень (щоп'ятниці, щосуботи від Одеси та щосуботи, щонеділі від Березине) 1 плацкартний вагон безпересадкового сполучення сполученням Одеса — Березине. Розчеплення та об'єднання з поїздом здійснювалася на станції Арциз, від якої під локомотивом ЧМЕ3 прямував до станції Березине під № 688/687 та зворотно. Пасажири, які не мали наміру їхати безпересадковим вагоном через те, що він іхав не в той день тижня або бажаючи заощадити кошти, могли за тим самим розкладом проїхати до Березине, зробивши одну пересадку в Арцизі на автобус.
З 10 грудня 2017 курсує з поїздом «Дунай», формування Південно-Західної залізниці.